# Adam Karol Czartoryski
Pour les autres membres de la famille, voir Famille Czartoryski.
Adam Karol Czartoryski, prince Czartoryski, est né le 2 janvier 1940 à Séville, en Espagne. Chef de la Maison princière polono-lituanienne de Czartoryski, c’est également un riche mécène, créateur de la Fondation Czartoryski, qui dirige notamment le Musée Czartoryski de Cracovie.

## Famille
Le prince Adam Karol est le fils du prince Augustyn Józef Czartoryski (1907-1946) et de son épouse, la princesse María de los Dolores de Borbón y Orleans, infante d'Espagne (1909-1996). 
Par son père, il descend notamment du leader polonais Adam Jerzy Czartoryski (1770-1861) et du roi des Français Louis-Philippe Ier (1773-1850) tandis que, par sa mère, il descend du roi Ferdinand II des Deux-Siciles et est le cousin germain du roi Juan Carlos Ier d’Espagne.
Le prince s’est marié deux fois : de 1977 à 1986, avec le mannequin Nora Picciotto (née en 1942) et, depuis 2000, avec Josette Calil (née en 1970). 
De sa première union, il a eu une fille :
- Tamara Czartoryska (née en 1978), princesse Czartoryska.

## Biographie
Né peu après l’invasion de la Pologne par les troupes germano-soviétiques, il passe l’essentiel de son existence en exil en Espagne et ne découvre le pays de ses ancêtres paternels qu’après la chute du rideau de fer, en 1989. 
En 1982, il est élu vice-président de la Fédération mondiale de karaté et de l'Union européenne de karaté. 
En 1991, la Cour Suprême polonaise rend au prince Adam Karol la propriété du Musée Czartoryski avec l’intégralité de son contenu et sa bibliothèque. Le prince décide alors de créer la Fondation Czartoryski afin de gérer l’institution et ses collections. Afin de le remercier pour ce geste, le président Lech Wałęsa décore le prince de l’Ordre Polonia Restituta peu de temps après.
En 1992, le prince Adam Karol est nommé responsable du pavillon polonais lors de l’Exposition universelle de Séville.